# Mesorhabdus truncatus
Mesorhabdus truncatus är en kräftdjursart som beskrevs av A. Scott 1909. Mesorhabdus truncatus ingår i släktet Mesorhabdus och familjen Heterorhabdidae. Inga underarter finns listade i Catalogue of Life.